# Jacob’s Creek Bridge

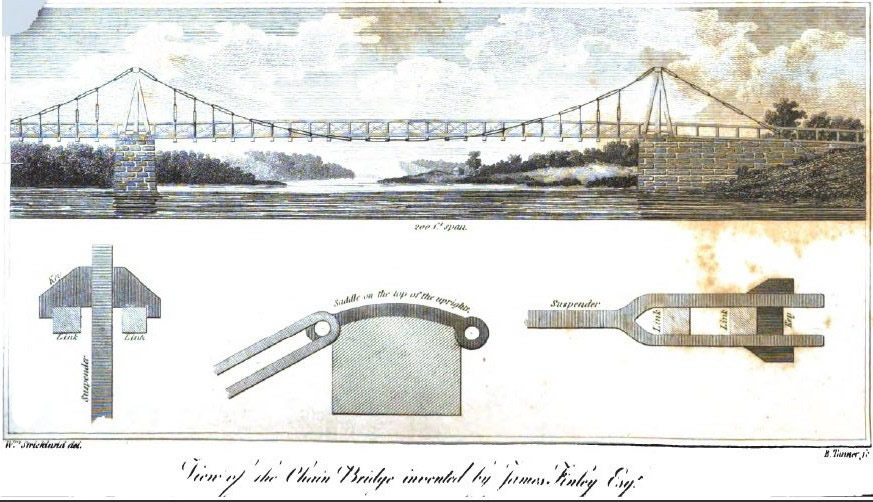
Kettenbrücke bei Falls of Schuylkill, Philadelphia, Pennsylvania (1808). Jacob’s Creek Bridge war ähnlich, aber etwas kleiner.

Die Jacob’s Creek Bridge war die erste eiserne Kettenbrücke Amerikas. Im Zuge einer Landstraße überquerte sie den Jacob’s Creek an der Grenze zwischen Westmoreland County und Fayette County in Pennsylvania, USA.
Die Jacob’s Creek Bridge wurde 1801 nach den Plänen des Farmers, Politikers und Friedensrichters James Finley gebaut. Sie war, abgesehen von der kaum bekannten tibetischen Chagsam-Brücke, die erste echte Hängebrücke, bei der zwei Tragketten über Pylone geführt werden und das horizontal verlaufende Brückendeck mit Hängern an den Tragketten befestigt ist. Es fällt auf, dass die schmiedeeisernen Tragketten der Jacob's Creek Bridge bis unter das Brückendeck reichen, so dass die 3,80 m breite Fahrbahn teils von den Ketten getragen, teils an ihnen aufgehängt ist. Die Jacob’s Creek Bridge war die erste Hängebrücke überhaupt, die von Fahrzeugen benutzt werden konnte. Sie gilt als Vorläufer aller modernen Hängebrücken.
Finley beschrieb die Brücke und die grundlegenden Ideen seines Designs in seiner Patentschrift von 1809.